# أجدير (كزناية)
أجدير هي مدينة في إقليم تازة، بالجهة الإقتصاإدية تازة الحسيمة تاونات، بالمغرب. يبلغ عدد سكان أجدير 12.627 نسمة. وفقا لتعداد عام 2004.

## دواوير الجماعة
دوار عين الحمراء 
- دوار اهرشلين
- دوار اخوانن
- دوار ايزروالن
- دوار بني تاتو
- دوار بوزيشي
- دوار ابقرين
- دوار اهراسن
- دوار اقروعن
- دوار انحناحن
- دوار ازكريتن
- دوار أزرو
- دوار اولاد الهاني